# 瓦卡爾斯凱
47°3′45″N 29°56′9″E / 47.06250°N 29.93583°E
瓦卡爾斯凱（羅馬化：Vakarske）是位於烏克蘭西南部的村莊，由敖德萨州羅茲季利納區的大米哈伊利夫卡市鎮負責管轄。該村始建於1823年，面積0.31平方公里，海拔高度63米，2001年人口41，人口密度每平方公里132.26人。